# پل شناور

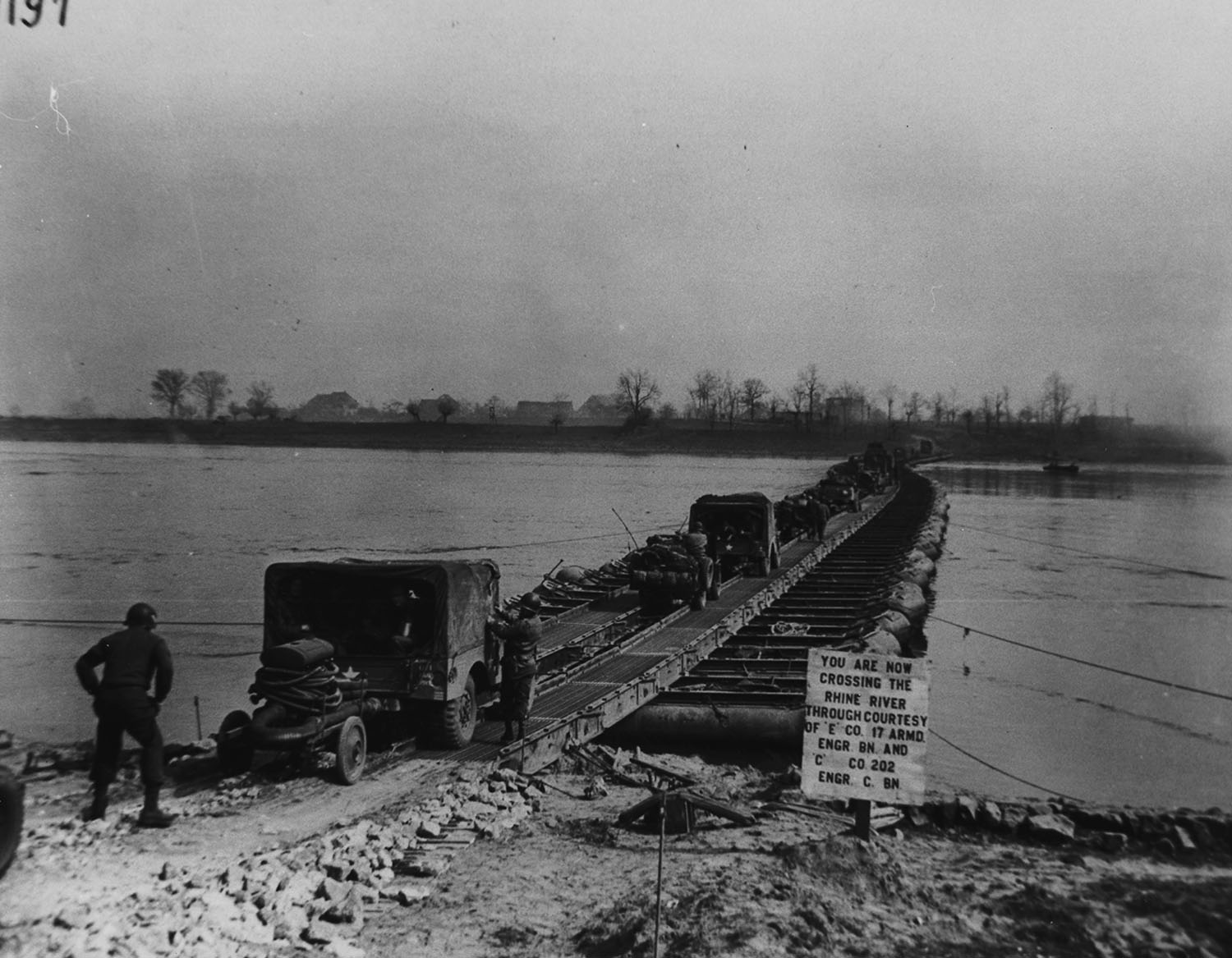
پل شناور

پل شناور یا پل پانتونی از شناورها یا قایق‌های با آبخور کم برای ایجاد عرشه‌ای پیوسته به منظور گذر پیاده و سواره استفاده می‌کند. شناوری پل، بیشینهٔ بار قابل حمل آن را محدود می‌کند.
بیشتر پل‌های شناور موقت هستند و برای شرایط اضطراری جنگی یا غیر نظامی به کار می‌روند. پل شناور دائم برای گذرهای آبی حفاظت شده مناسب است که پرداخت هزینه برای ساخت پل پایه‌دار صرفهٔ اقتصادی نداشته باشد.
پل شناور از دوران باستان مورد استفاده بوده است و در طول تاریخ، دستاوردهای بزرگی در بسیاری نبردها از جمله نبرد گاریلیانو، نبرد اودنرد و عملیات والفجر ۸ به همراه داشته است. 

## طراحی
مهندس عمران در زمان طراحی پل شناور باید اصل ارشمیدس را مورد توجه قرار دهد. طبق این اصل، هر شناور می‌تواند باری معادل جرم آب جابجا شده توسط آن را نگه دارد. این بار شامل جرم خود پل و شناور نیز هست. اگر در بخشی از پل از بار بیشینه تجاوز شود، آن بخش مستغرق خواهد شد. اتصالات انعطاف‌پذیر می‌تواند باعث شود بارگذاری در بخشی از پل بیشتر از بخش‌های دیگر شود. راه عبوری از شناورها باید نسبتاً سبک باشد تا ظرفیت باربری آن را محدود نکند.
اتصال پل به ساحل باید به گونه‌ای طرح شود که چندان شیب‌دار نباشد، کرانهٔ آن در برابر فرسایش حفاظت شود و پل در هنگام تغییر تراز سطح آب، قابل جابجایی باشد.
در گذشته پل‌های شناور از چوب ساخته می‌شدند. برای ساخت پل از اتصال تعدادی بشکه، الوار یا قایق استفاده می‌شد. شناورها با رشته‌های چوبی به هم متصل می‌شدند. روی آن‌ها تخته‌هایی قرار می‌دادند تا سطح راه شکل گیرد.

## کاربردهای تاریخی

### چین باستان
در چین باستان، طبق متنی چینی مربوط به دودمان ژو با نام شی چینگ، شاه ون ژو نخستین بار در سدهٔ یازدهم پ.م. از پل شناور استفاده کرد. جوزف نیدهام اعتقاد دارد نخستین بهره‌گیری از پل شناور به سده‌های نهم یا هشتم پ.م. بازمی‌گردد.
در دوران دودمان هان شرقی، چینی‌ها پل شناور بزرگی روی رود زرد ساختند. همچنین در شورش گونگسون شو در سال ۳۳ میلادی، پل شناور بزرگی با پست‌های نگهبانی روی رود یانگ‌تسه ساخته شد که در نهایت به دست کشتی‌های دژکوب هان شکسته شد. در عصر سه پادشاهی در نبرد صخره‌های سرخ در سال ۲۰۸، کائو کائو بیشتر قایق‌های خود را با زنجیرهای آهنی به هم متصل کرد. ولی قایق‌های سون کوان با به آتش کشیدن قایق‌ها نقشهٔ او را خنثی کردند. در دوران فتح تانگ جنوبی به دست دودمان سونگ، ارتش امپراتور تائی زو در سال ۹۷۴ برای ایمن کردن خطوط پشتیبانی، پل شناور بزرگی روی یانگ‌تسه ساختند.
در اکتبر ۱۴۲۰ غیاث‌الدین نقاش سفیر شاهرخ تیموری در دربار دودمان مینگ، مشاهدات و عبور خود از پل شناور بزرگی در لانژو را ثبت کرد.

### عصر یونان و روم
هرودوت در تاریخ خود، از چند پل شناور یاد کرده‌است. داریوش بزرگ از پل شناوری دو کیلومتری برای گذر از بسفر استفاده کرد. ماندروکلس یونانی این پل را ساخت تا آسیا را به اروپا متصل کند و داریوش بتواند سکاهای فراری را تعقیب کند و ارتش خود را به بالکان برساند تا مقدونیه را شکست دهد. خشایارشا نیز برای رساندن ارتش بزرگ خود به اروپا پل شناوری روی داردانل ساخت.
گفته می‌شود امپراتور کالیگولا با اسب از روی پل شناوری میان بایا و پوتزولی گذشت. هدف او به سخره گرفتن فالی بود که ادعا می‌کرد بخت او برای رسیدن به امپراتوری بیش از راندن اسب در خلیج بایا نیست.

### قرون وسطی
ارتش آتیلای هون در زمان محاصرهٔ نیش در سال ۴۴۲ پل شناوری روی نیشاوا ساخت تا برج‌های محاصره را به نزدیک شهر برساند. ساسانیان در زمان محاصرهٔ رقه در سال ۵۴۲ با استفاده از پل شناور از فرات گذشتند. استروگوت‌ها در زمان محاصرهٔ رم در سال ۵۴۵ پل حفاظت شده‌ای روی تیبر ساختند تا از رسیدن نیروی کمکی بلیساریوس به شهر جلوگیری کنند. خاقانات آوار در سال ۵۸۰ حین محاصرهٔ سیرمیوم مهندسان شامی را وادار به ساختن دو پل شناور روی رود ساوا کردند.
هراکلیوس در سال ۶۳۸ با استفاده از پل شناور بزرگی از بسفر گذشت. ارتش اموی در سال ۷۱۷ در محاصرهٔ قسطنطنیه روی بسفر پل شناور ساختند. ارتش اتوی یکم در سال ۹۵۵ سه پل شناور روی رکنیتس ساخت و پیروزی قاطعی برابر اوبوتریت‌ها به دست آورد. ارتش کانوت بزرگ در سال ۱۰۲۶ پل شناوری روی رود هلگه ساخت.
نیروهای صلیبی در دسامبر ۱۰۹۷ بر رود عاصی پل شناور ساختند تا پشتیبانی برای محاصرهٔ انطاکیه تأمین کنند. نخستین پل شناور روی دنیپر در سال ۱۱۱۵ نزدیک ویشهورود ساخته شد. نیروهای بوهم در سال ۱۱۵۷ تحت فرمان فریدریش بارباروسا به کمک پل شناور از آدیجه گذشتند. نیروهای صلیبی در جنگ صلیبی پنجم در محاصرهٔ دمیاط دو پل شناور روی نیل ساختند. نیروهای مغول در سال ۱۲۴۱ برای نبرد موهی پل شناور ساختند تا ارتش مجار را دور بزنند. لوئی نهم طی جنگ صلیبی هفتم در سال ۱۲۵۰ پل شناوری روی نیل ساخت تا راهی برای تأمین نامحدود نیرو و تجهیزات فراهم کند. مهندسان عثمانی در محاصرهٔ قسطنطنیه پل شناوری با هزار بشکه روی شاخ طلایی ساختند. پل به اندازه‌ای قوی بود که می‌توانست وزن ارابه‌ها را هم تحمل کند.

### دوران مدرن نخستین
ارتش اسپانیا در سال ۱۵۰۳ حین نبرد گاریلیانو پل شناوری ساخت. در دههٔ ۱۶۷۰ فرانسویان شناور مسی را طراحی کردند و از این پس، رودها و کانال‌ها مانع مهمی به شمار نمی‌رفتند. در جنگ‌های سده‌های هجدهم و نوزدهم تفاوت چندانی در هنر و علم پل‌های شناور به وجود نیامد.
نیروهای ژان لان فرانسوی در نبرد مونته‌بلو در سال ۱۸۰۰ پل شناوری روی رود پو ساختند. ارتش بزرگ ناپلئون در نبردهای اسپرن-اسلینگ و واگرام به صورت وسیعی از پل شناور استفاده کرد.